# Синьша (заказник)
Синьша — республиканский ландшафтный заказник. Утверждён постановлением Кабинета министров Республики Беларусь 21.03.1996 года за № 202 «Об образовании республиканского ландшафтного заказника „Синьша“» «в целях сохранения в естественном состоянии уникального природного ландшафтно-озерного комплекса с популяциями редких и исчезающих видов растений и животных, занесённых в Красную книгу Республики Беларусь». Заказник «Синьша» расположен в Россонском районе Витебской области вдоль границы с Россией на протяжении 50 км и занимает площадь в 13 398 гектаров.
В состав заказника входят озёра Синьша, Волоба, Островцы и Плесса, на которых запрещены промысловый лов рыбы и иная промышленная деятельность.